# Todd Grisham
Todd Grisham (nascido em 9 de janeiro de 1976) é um repórter/anunciador de wrestling, mais conhecido por seu trabalho na WWE e também para um canal esportivo da rede Fox, na transmissão da Major League Soccer.

## Carreira
Na WWE, Grisham foi formado no WWE Experience, com a ajuda de Lisa Moretti (Ivory) e assinou contrato com a WWE, onde se mantém até hoje. Também faz aparições na TNA.
Na Fox, ele é o repórter nos sábados a noite na Major League Soccer, liga de futebol norte-americana.
No ECW de 29 de Julho de 2008 ele fez sua estréia como comentador ao lado de Tazz, já que o antigo comentador virou General Manager da RAW. Logo, Tazz se tornou comentarista da SmackDown e Matt Striker assumiu seu lugar ao lado de Grisham. Em 2009, com a saída de Tazz da WWE, Grisham assumiu seu lugar de comentarista da SmackDown, ao lado de Jim Ross, deixando seu lugar na ECW para Josh Mathews.